# جوليس بيسون
جوليس بيسون (بالفرنسية: Jules-Gustave Besson)‏ هو رسام فرنسي، ولد في 1 أغسطس 1868 في باريس في فرنسا، وتوفي في 1942 في مدينة هو تشي منه في فيتنام.